# Ида Лотарингска
Ида Лотарингска или Ида дьо Булон (на френски: Ida de Boulogne, Ide de Lorraine; * ок. 1040, Буйон, Белгия; † 13 април 1113) от фамилията Вигерихиди (Арденски дом), е принцеса от Долна Лотарингия и чрез женитба графиня на Булон, майка на Годфроа дьо Буйон, първият владетел на Йерусалимското кралство. В католическата църква е почитана като Светия на 13 април.

## Живот
Дъщеря е на херцог Готфрид III Брадатия от Долна Лотарингия († 1069) и първата му съпруга Дода († 1053). Сестра е на Готфрид IV († 1076). Племенница е на папа Стефан X (Фридрих Лотарингски).
Ида се омъжва ок. 1057 г. за граф Йосташ II дьо Булон (1020 – 1085). Тя е втората му съпруга.
Като вдовица Ида подарява собствеността си на различни манастири в Булон сюр Мер и Арас. Тя си кореспондира с Анселм Кентърбърийски и Хуго от Клюни и реформира манастирите си според Клюнийската реформа.
Ида Лотарингска е погребана в манастир „Св. Вааст“ в Арас. През 1808 г. нейните реликви са занесени в Байьо (Bayeux) в Нормандия в Северозападна Франция.

## Деца
Ида Лотарингска е майка на:
- Йосташ III († 1125), граф на Булон ∞ Мери Шотландска, дъщеря на крал Малкълм III
- Балдуин I (* 1058; † 1118), граф на Вердюн, граф на Едеса 1098, крал на Йерусалим 1100

1. ∞ Готхилда де Тосни († 1097)
2. ∞ Орианта (Арда) Арменска, дъщеря на арменския княз Татул
3. ∞ 1113 Аделхайд Савонска († 1118), дъщеря на маркграфа на Савона Манфред I дел Васто

- Годфроа дьо Буйон (* 1061; † 1100), херцог на Долна Лотарингия 1089, първият владетел на Йерусалимското кралство 1099
- Ида

1. ∞ Херман I граф на Малсен-Куик († ок. 1080)
2. ∞ Куно граф на Монтегю, синьор дьо Рошфор